# Hugh Masekela
Hugh Masekela, född 4 april 1939 i Witbank, Mpumalanga, död 23 januari 2018 i Johannesburg, var en sydafrikansk jazzmusiker och sångare. Hugh sjöng och spelade piano som barn. Vid 14 års ålder, efter att ha sett filmen Young Man with a Horn (där Kirk Douglas gestaltar den amerikanske trumpetaren Bix Beiderbecke), började han spela trumpet. Sin första trumpet fick han av ärkebiskopen Trevor Huddleston, vid St Peter's Secondary School. 
Ledaren för bandet "Johannesburg Native Municipal Brass Band", Uncle Sauda, lärde Masekela grunderna i att spela trumpet. Masekela bemästrade snabbt instrumentet. Snart blev några av Masekelas skolkamrater intresserade av att spela instrument, vilket ledde till bildandet av "Huddleston Jazz Band", Sydafrikas första ungdomsorkester. 
Efter en Manhattan Brothersturné i Sydafrika 1958, kom Masekela med i orkestern till musikalen King Kong, skriven av Todd Matshikiza. King Kong var Sydafrikas första succémusikal, turnerade landet runt för utsålda hus under ett år med Miriam Makeba och Manhattan Brothers Nathan Mdledle i huvudrollerna. Musikalen gick senare i Londons West End i två år.